# 飞行航线

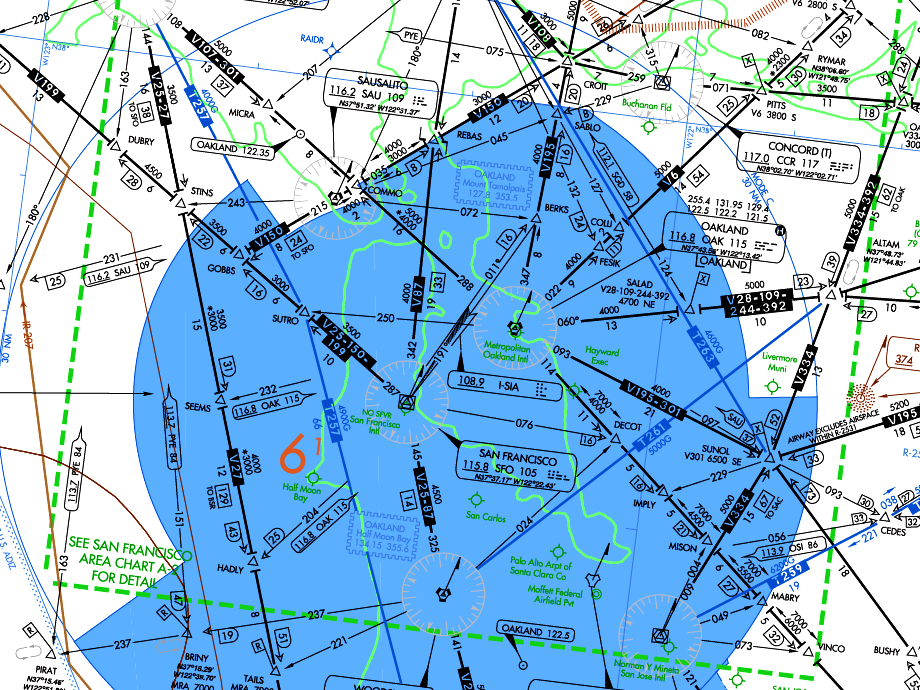
这张儀器飛行地图展示了奥克兰航空交通管制部属下，旧金山周围的低空飞行航线。

飞行航线（英語：Airway），也称为航路、空中走廊指的是飞机在机场间行进时应该遵守的航线。飞行航线是由一个个带有高度区间和宽度的的直线段组成。这些直线段可以是卫星导航系统提供的坐标点，也可以是由地基助航裝置发送器（如VOR、NDB）及多个信号台产生的航向交点组成。

## 空中走廊

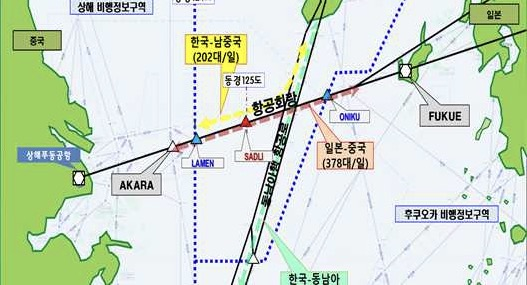
A593“福江走廊”

空中走廊指在某些空域中的飞机必须通过的一个特定区域，这些空域通常宽度在4-5公里左右。空中走廊通常是通过施加军事或外交的要求。例如，在柏林封锁期间，飞行员跨越苏联控制的德国领空的飞行被要求在由负责空运的指挥官定义的空中走廊内保持非常具体的位置。在冷战期间的西德和东德之间的航班须保持其指定的走廊否则会有被击落的危险。飞机去这些机场必须先飞向指定的地点，然后沿着空中走廊，再飞向机场降落。
在中国大陆空域，设有“10+3”空中骨干大通道，分别为京昆、京广、京沪、沪广、沪哈、沪昆、中韩、沪兰、广兰、沪蓉等10条空中大通道和成都—拉萨、上海—福冈（福江走廊）、兰州—乌鲁木齐3条复线。
空中走廊和飞行航线不同。飞行员一般可以按需偏离航线，但违反空中走廊后果则极其严重。